# Michal Podolak
Michal Podolak (* 20. September 1986 in Zduńska Wola, Polen) ist ein österreichischer Sportschütze.

## Karriere
Podolak begann mit dem Sportschießen bereits im Kindergartenalter im Jahre 1992. Nach der Reifeprüfung am BG/BRG Wieselburg trat er den Grundwehrdienst als Heeresleistungssportler an und war bis 31. August 2015 im Dienste des österreichischen Bundesheeres tätig. Während seiner zehnjährigen Laufbahn nahm er zwar nur an zwei CISM-Weltmeisterschaften teil, gewann aber bei diesen insgesamt fünf Medaillen. Ein weiterer Höhepunkt seiner Karriere waren die zwei aufeinander folgenden Europameistertitel in den Jahren 2011 und 2013. Mit dem Ausscheiden aus dem Militärdienst endete auch seine Profikarriere und Podolak wechselte in die Privatwirtschaft. Den Schießsport betreibt er jedoch weiterhin hobbymäßig als Legionär in der deutschen Liga, wo er mit dem Verein G'mütlichkeit Luckenpaint seit 2023 in der höchsten Klasse an den Start geht.

## Erfolge

### International
- 2010 2. Platz Weltmeisterschaft – Großkaliber liegend (Team)
- 2011 1. Platz Europameisterschaft – Großkaliber 3x40
- 2011 4. Platz Europameisterschaft – Großkaliber 3x20 & Team[1]
- 2013 1. Platz Europameisterschaft – Großkaliber 3x40
- 2013 3. Platz Europameisterschaft – Großkaliber 3x40 (Team)

### National
- 2007 1. Platz Staatsmeisterschaft – Kleinkaliber 3x40
- 2011 1. Platz Staatsmeisterschaft – Großkaliber liegend
- 2011 1. Platz Staatsmeisterschaft – Kleinkaliber liegend (Team)
- 2011 1. Platz Staatsmeisterschaft – Kleinkaliber 3x40 (Team)
- 2011 1. Platz Staatsmeisterschaft – Luftgewehr (Team)
- 2014 1. Platz Staatsmeisterschaft – Luftgewehr (Team)[2]
- 2014 2. Platz Staatsmeisterschaft – Luftgewehr (Einzel)[2]

### Auszeichnungen
- 2011: Silbernes Ehrenzeichen für Verdienste um die Republik Österreich[3]